# Bruille-Saint-Amand
Bruille-Saint-Amand település Franciaországban, Nord megyében. Lakosainak száma 1693 fő (2022. január 1.). Bruille-Saint-Amand Flines-lès-Mortagne, Château-l’Abbaye, Escautpont, Hergnies, Nivelle, Odomez, Raismes és Saint-Amand-les-Eaux községekkel határos.

## Népesség
A település népességének változása:
| Lakosok száma | 1636 | 1663 | 1693 | 1671 | 1672 | 1667 | 1671 | 1682 | 1693 |
|               | 2013 | 2015 | 2016 | 2017 | 2018 | 2019 | 2020 | 2021 | 2022 |